# Negócio

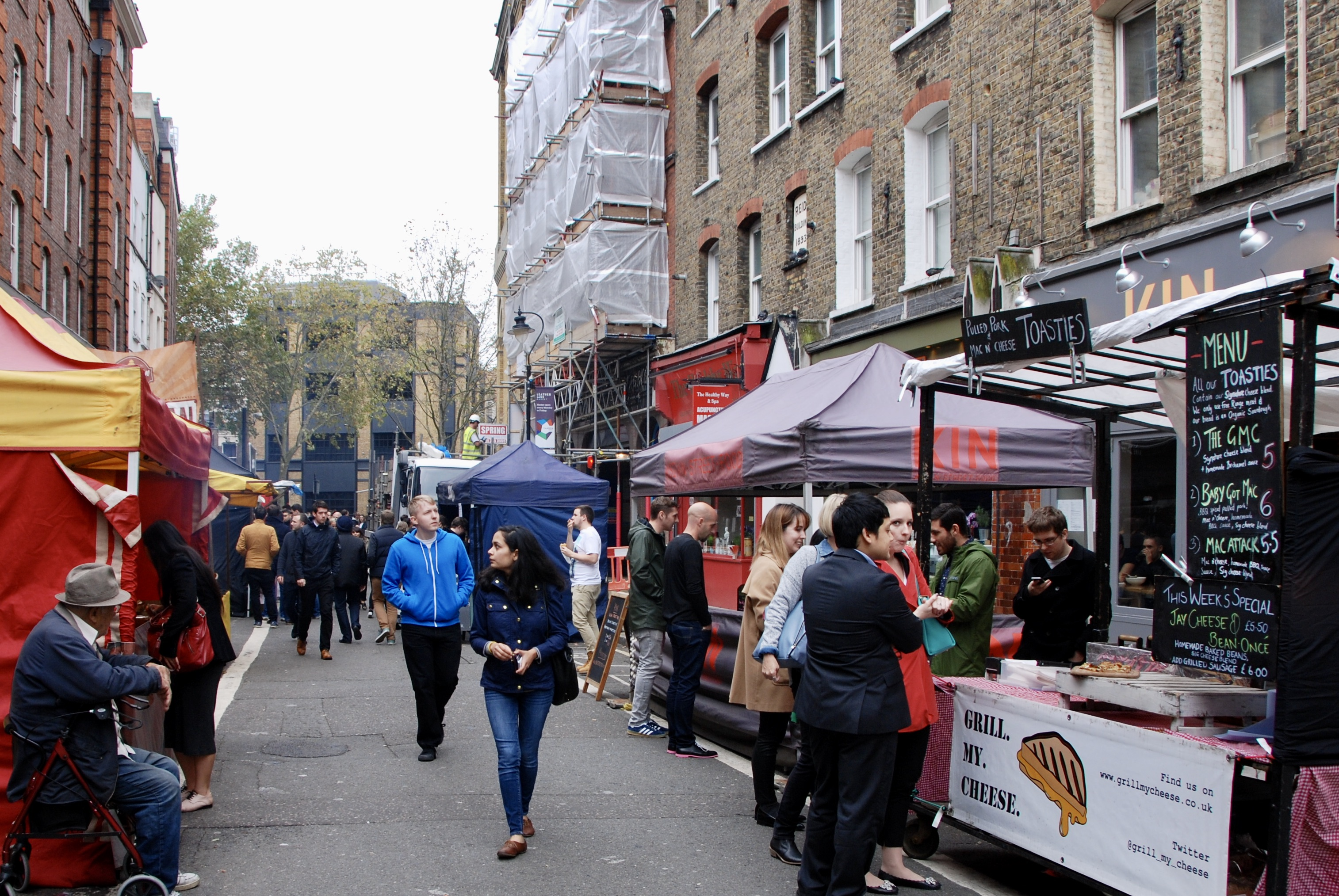
O termo "negócios" tem raízes antigas e historicamente refere-se às atividades comerciais, transações e intercâmbio de bens e serviços entre pessoas.

Negócios referem-se à prática de obter meios de subsistência ou gerar receita por meio da produção, compra e venda de produtos, que podem incluir bens e serviços. De forma mais ampla, é definido como "qualquer atividade ou empreendimento conduzido com o intuito de obter lucro". De maneira coloquial, o termo "negócios" também é empregado para se referir a diversas formas de empreendimentos, como cooperativas ou corporações, embora essa utilização não seja adotada formalmente por advogados ou funcionários públicos.     Etimologicamente e em um sentido mais alto, a palavra negócio deriva-se do latim e quer dizer "a negação do ócio". Negócio não trata apenas de negócio financeiro ou comercial, mas, sim, de toda atividade humana que tem efeitos jurídicos. 
Pode representar:  a atividade de fabricar, comprar ou vender bens ou fornecer serviços em troca de dinheiro; atividade que faz parte de um trabalho; a quantidade de atividade realizada por uma loja, empresa, fábrica, etc;  uma organização (como uma loja, empresa ou fábrica) que fabrica, compra ou vende produtos ou presta serviços em troca de dinheiro; algo que diz respeito a um determinado pessoa, grupo, algo que precisa ser considerado ou tratado; algo que deve ser feito;  um assunto, evento, ou situação — geralmente usado após um adjetivo; operar como uma empresa; pronto para começar a fazer ou usar algo. 

## Formas jurídicas (internacional)

### Tipos mais comuns
As formas de propriedade empresarial variam de acordo com a respectiva lei do país, mas existem diversas entidades comuns entre diferentes nações. Uma empresa unipessoal, também conhecida como empresário individual, é propriedade de uma pessoa e opera em seu benefício. O proprietário administra o negócio sozinho e pode contratar funcionários. Um único proprietário tem responsabilidade ilimitada por todas as obrigações incorridas pela empresa, seja por custos operacionais ou julgamentos contra a empresa. Todos os ativos do negócio pertencem a um único proprietário, incluindo, por exemplo, uma infraestrutura de computadores, qualquer estoque de propriedade do único proprietário, de bens imóveis, bem como qualquer eletrodomésticos de equipamentos ou fabricação.  
Uma parceria é uma empresa pertencente a duas ou mais pessoas. Na maioria das formas de parceria, cada sócio tem responsabilidade ilimitada pelas dívidas contraídas pela empresa. Os três tipos mais comuns de parcerias com fins lucrativos são sociedades gerais, sociedades limitadas e sociedades de responsabilidade limitada. 
Os proprietários das empresas têm responsabilidade limitada e a empresa tem personalidade jurídica distinta da dos seus proprietários. As corporações podem ser estatais ou privadas e podem ser organizadas com fins lucrativos ou como organizações sem fins lucrativos. Uma corporação privada com fins lucrativos é propriedade de seus acionistas, que elegem um conselho de administração para dirigir a corporação e contratar sua equipe administrativa. Uma empresa privada com fins lucrativos pode ser privada, por um pequeno grupo de indivíduos, ou pública, com ações negociadas publicamente e listadas em bolsa de valores. 
Uma cooperativa ou cooperativa é uma empresa de responsabilidade limitada que pode ser organizada com ou sem fins lucrativos. Uma cooperativa difere de uma corporação porque tem membros, não acionistas, e eles compartilham autoridade de tomada de decisão. As cooperativas são normalmente classificadas como cooperativas de consumo ou cooperativas de trabalhadores. As cooperativas são fundamentais para a ideologia da democracia econômica. 
Sociedades de responsabilidade limitada (LLC) e outros tipos específicos de organização empresarial protegem seus proprietários ou acionistas contra fracasso empresarial fazendo negócios sob uma entidade legal separada com certas proteções legais. Em contraste, uma sociedade em geral ou pessoas que trabalham por conta própria geralmente não são tão protegidas.  Uma franquia é um sistema no qual os empreendedores compram os direitos para abrir e administrar um negócio de uma corporação maior. O franchising é generalizado e é uma grande potência econômica.   
Empresa limitada por garantia é comumente usada quando empresas são formadas para fins não comerciais, como clubes ou instituições de caridade. Os membros garantem o pagamento de determinados montantes (geralmente nominais) se a empresa entrar em liquidação insolvente, mas caso contrário, não têm direitos económicos em relação à empresa. Esse tipo de empresa é comum na Inglaterra. Uma sociedade limitada por garantia pode ter ou não capital social. Uma sociedade limitada por ações é a forma mais comum de sociedade usada para empreendimentos comerciais. Especificamente, uma sociedade limitada é uma "sociedade em que a responsabilidade de cada acionista é limitada ao valor investido individualmente" sendo as corporações "o exemplo mais comum de sociedade limitada". Esses tipos de empresa são comuns na Inglaterra e em muitos países de língua inglesa. Uma sociedade limitada por ações pode ser uma empresa de capital aberto ou empresa privada. 
Uma sociedade limitada por garantia com capital social é uma entidade híbrida, normalmente utilizada quando a sociedade é constituída para fins não comerciais, mas as atividades da sociedade são parcialmente financiadas por investidores que esperam um retorno. Este tipo de empresa não pode mais ser constituído no Reino Unido, embora ainda existam disposições legais para sua existência. Uma sociedade ilimitada com ou sem capital social é uma entidade híbrida, uma empresa onde a responsabilidade dos sócios ou acionistas pelas dívidas (se houver) da empresa não são limitados. Neste caso, a doutrina do véu de incorporação não se aplica. 

### Tipos menos comuns
A maioria das corporações individuais são corporações individuais e não empresas como o termo é comumente entendido hoje. As corporações por Carta-Régia eram os únicos tipos de empresas antes da aprovação da legislação empresarial moderna. Agora são relativamente raros, exceto no caso de empresas muito antigas que ainda sobrevivem (das quais ainda existem muitas, especialmente muitos bancos britânicos), ou de sociedades modernas que cumprem uma função quase reguladora (por exemplo, o Banco da Inglaterra é uma corporação formada por um estatuto moderno). 
As empresas estatutárias são determinadas empresas que foram constituídas por um estatuto privado aprovado na jurisdição relevante e são relativamente raras hoje em dia. "LTDA" após o nome da empresa significa sociedade limitada, e SA (sociedade anônima) indica que suas ações são amplamente difundido. 
Na linguagem jurídica, os proprietários de uma empresa são normalmente chamados de “sócios”. Numa sociedade limitada ou ilimitada por ações (constituída ou constituída com capital social), estes serão os acionistas. Numa empresa limitada por garantia, estes serão os fiadores. Algumas jurisdições offshore criaram formas especiais de empresas offshore em uma tentativa de atrair negócios para suas jurisdições. Os exemplos incluem "empresas de portfólio segregado" e sociedades de propósito restrito. 
Existem, no entanto, muitas subcategorias de tipos de empresas que podem ser constituídas em várias jurisdições do mundo. Às vezes, as empresas também são diferenciadas em empresas públicas e empresas privadas para fins legais e regulatórios. Empresas públicas são empresas cujas ações podem ser negociadas publicamente, muitas vezes (embora nem sempre) em uma bolsa de valores que impõe requisitos de listagem/Regras de listagem quanto às ações emitidas, à negociação de ações e a uma futura emissão de ações para ajudar reforçar a reputação da bolsa ou mercado de câmbio específico. As empresas privadas não possuem ações negociadas publicamente e muitas vezes contêm restrições à transferência de ações. Em algumas jurisdições, as empresas privadas têm um número máximo de acionistas.  
Uma empresa-mãe é uma empresa que possui ações com direito a voto suficientes em outra empresa para controlar a gestão e as operações, influenciando ou elegendo seu conselho de administração; sendo a segunda empresa considerada subsidiária da controladora. A definição de empresa-mãe difere de acordo com a jurisdição, sendo a definição normalmente definida por meio de leis que tratam de empresas nessa jurisdição. 

## Finalidade e aplicações

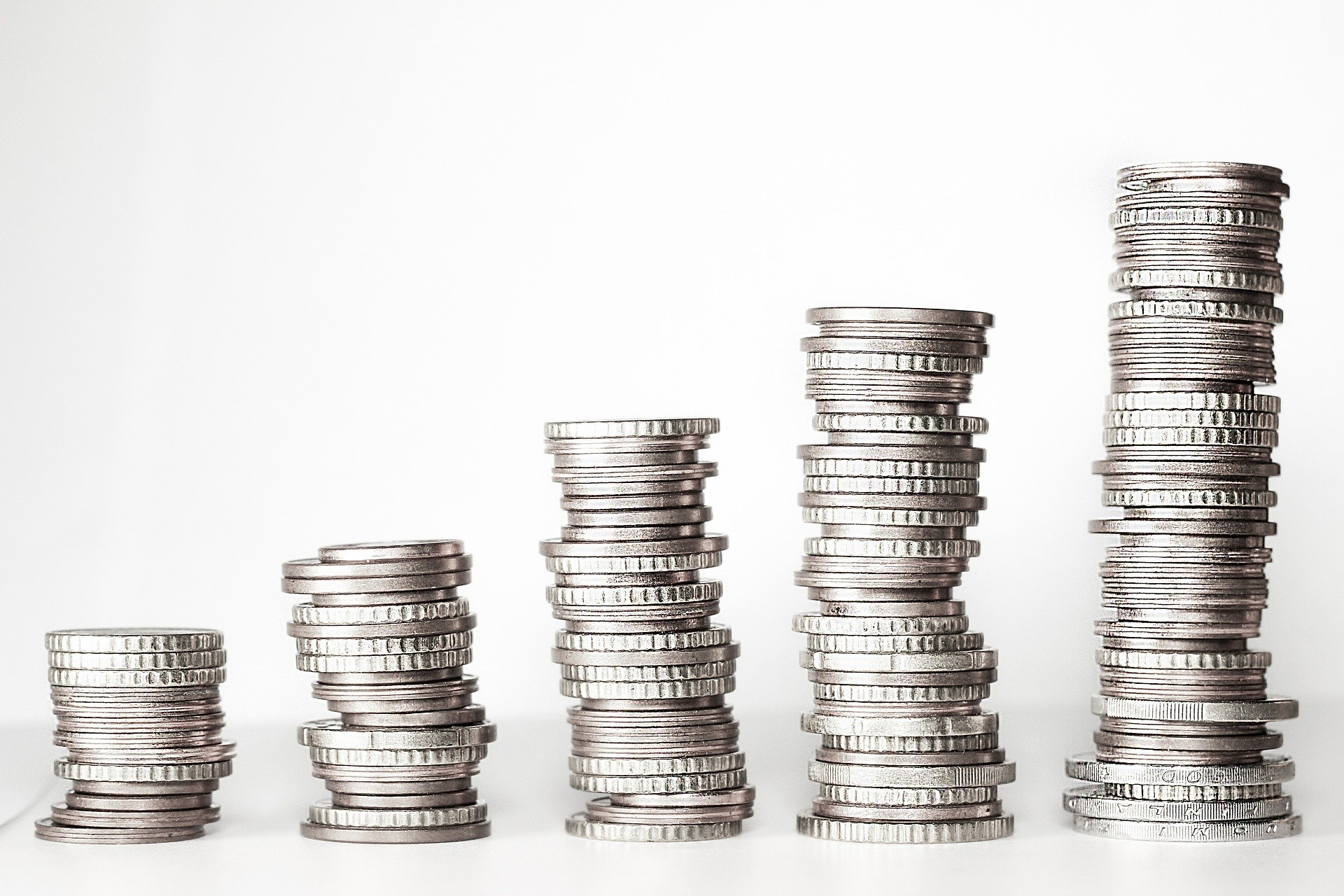
Historicamente, negócios centram-se em lucros e transações comerciais. Contudo, abordagens contemporâneas destacam a responsabilidade social, reconhecendo que as empresas têm um papel mais amplo na sociedade, devendo considerar impactos ambientais, sociais e éticos, além de gerar retorno financeiro

A teoria econômica atual, que aborda a missão de uma empresa e seu comportamento empresarial focado na maximização dos lucros (uma formulação mais complexa da antiga máxima de comprar barato e vender caro), pode fornecer uma compreensão sólida das práticas comerciais do passado. No entanto, ela oferece limitadas insights sobre o funcionamento real ou ideal dos negócios no presente e no futuro.  
O conceito dos lucros é, na realidade, insignificante para Peter Drucker. O perigo do conceito de maximização dos lucros é que faz com que o conceito de rentabilidade possa ser desvirtuado pelo lucro abusivo em determinadas situações, por exemplo. No entanto, o lucro e a rentabilidade são cruciais para a sociedade ainda mais do que para um negócio individual. 
Apesar de a rentabilidade não ser o objetivo principal da empresa, ela funciona como um fator limitante para a atividade empresarial. Os lucros não são a causa do comportamento empresarial, mas servem como um teste de validade para as decisões comerciais. Mesmo se líderes fossem eticamente perfeitos em vez de empresários reais, preocupados demasiadamente com luvcros, a rentabilidade ainda seria uma preocupação, apesar da falta de interesse em lucros. O cliente é quem determina o que é um negócio, convertendo recursos em riqueza através do pagamento por bens ou serviços. O valor vai além do produto; reside na utilidade que o produto ou serviço oferece ao cliente. Nessa perspectiva, a finalidade última da negociação é criar um cliente 
A finalidade social dos negócios se estende além da busca por lucros, abrangendo a responsabilidade social e ambiental. Empresas com uma perspectiva socialmente responsável reconhecem seu impacto na sociedade e no meio ambiente, buscando contribuir de maneira positiva para ambos.  A responsabilidade social dos negócios implica em agir de maneira ética, transparente e justa, considerando não apenas os acionistas, mas também as partes interessadas, como funcionários, clientes, comunidades locais e fornecedores. Isso pode envolver práticas de emprego equitativas, garantia de condições de trabalho seguras, respeito aos direitos humanos e contribuições para o desenvolvimento sustentável das comunidades onde operam. 
A responsabilidade ambiental destaca a importância de reduzir o impacto ambiental das operações empresariais. Isso inclui a implementação de práticas sustentáveis, a redução de emissões de carbono, o uso eficiente de recursos naturais, a gestão responsável de resíduos e a promoção de iniciativas que visam a preservação e restauração do meio ambiente. 
É importante destacar que ter um nome comercial não separa a entidade empresarial do proprietário, implicando que este assume total responsabilidade pelas dívidas contraídas pela empresa. Caso a empresa acumule dívidas, os credores têm o direito de buscar os bens pessoais do proprietário. O sistema tributário aplicado às empresas difere do utilizado para as corporações, sendo que a estrutura empresarial não proporciona isenção de imposto de sociedade. Nesse caso, o proprietário é tributado pessoalmente sobre todos os rendimentos do negócio. Corporações (grandes empresas), ao contrário de proprietários individuais e parcerias, são entidades legais independentes, conferindo responsabilidade limitada a seus proprietários/membros, além de estarem sujeitas a taxas de imposto corporativo. Embora a configuração de uma corporação seja mais complexa e dispendiosa, ela oferece maior proteção e benefícios para os proprietários/membros. 

## Setores

### Contabilidade
Contabilidade é a medição, processamento e comunicação de informações financeiras sobre entidades econômicas, como empresas e corporações.   O campo moderno foi estabelecido pelo matemático italiano Luca Pacioli em 1494.   A contabilidade, que tem sido chamada de "linguagem dos negócios",  mede os resultados das atividades econômicas de uma organização e transmite essas informações a uma variedade de usuários, incluindo investidores, credores, administração e reguladores.  Os profissionais de contabilidade são conhecidos como contadores. Os termos “contabilidade” e “relatórios financeiros” são frequentemente usados como sinônimos.  

### Finanças
Finanças é um campo que trata do estudo do dinheiro e dos investimentos. Inclui a dinâmica de ativos e passivos ao longo do tempo, sob condições de diferentes graus de incerteza e risco. 

### Recursos Humanos

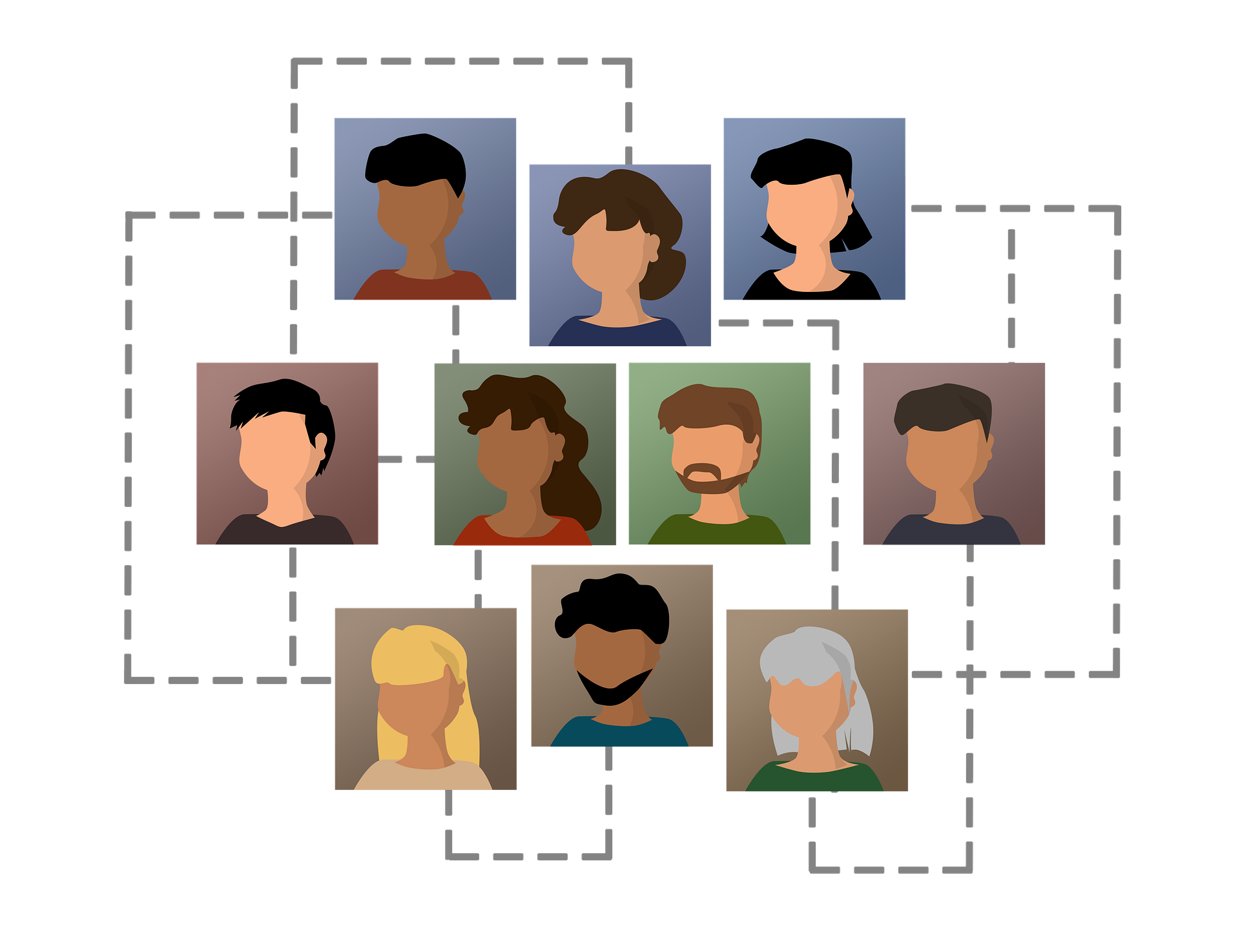

Recursos Humanos pode ser definido como a divisão de uma empresa que envolve a busca, triagem, recrutamento e treinamento de candidatos a vagas de emprego. Recursos Humanos, ou RH, é crucial para o sucesso de todas as empresas, pois ajuda as organizações a se adaptarem a um ambiente de negócios dinâmico e à crescente demanda por empregos.